# 2439 Ulugbek
2439 Ulugbek (1977 QX2) là một tiểu hành tinh vành đai chính được phát hiện ngày 21 tháng 8 năm 1977 bởi N. Chernykh ở Nauchnyj.